# رابطة شيوعيي يوغوسلافيا
رابطة شيوعيي يوغسلافيا وقبل سنة 1952، كانت تسمى الحزب الشيوعي اليوغسلافي، وكان حزبا شيوعياً رئيسياً في يوغسلافيا. تكون هذا الحزب كحزب معارضة في مملكة الصرب والكروات والسلوفين سنة 1919.
بعد انتصاراته الأولى في الانتخابات، منع من طرف الحكومة الملكية آنذاك، فأصبح تجمعاً سرياً وغير شرعي حتى بداية الحرب العالمية الثانية. اضطهد أعضاؤه بشكل عنيف.
بعد سقوط يوغسلافيا، أصبح الشيوعيون وأتباعهم منخرطين في حرب تحرير وطنية، انتهت بهزيمة قوى المحور وجميع مناصريهم المحليين في حرب أهلية دموية.
بعد تحرير يوغسلافيا من الاستعمار الخارجي سنة 1945، جمع الحزب قواه وأسس نظاماً ذي حزب واحد في جمهورية يوغسلافيا الاشتراكية الاتحادية، سقطت مع حروب يوغسلافيا سنة 1991.
هذا الحزب المرؤوس من طرف جوزيف بروز تيتو من سنة 1937 حتى سنة 1980، كان أول حزب شيوعي ساد في تاريخ المعسكر الشرقي، عارض صراحةً إملاءات سياسة الاتحاد السوفياتي.
حل هذ الحزب في يناير 1990، خلال مؤتمر له.